# Canan
Canan is een bestuurslaag in het regentschap Klaten van de provincie Midden-Java, Indonesië. Canan telt 3225 inwoners (volkstelling 2010).